# Mau Penisula
Maukope "Mau" Penisula, né le 15 mai 1979 aux Îles Marshall est un footballeur international tuvaluan qui évolue au poste de défenseur à l'Addisbrough FC.
Il est le joueur le plus capé de l'histoire de l'équipe des Tuvalu de football, avec 14 sélections.

## Biographie
Maukope Penisula (dit Mau Penisula) naît en 1979 aux Marshall, mais ses parents sont originaires des Tuvalu où il grandit. Il vit maintenant aux Fidji et est marié.

## Carrière

### En club
Penisula joue pendant 12 années au FC Tofaga, club de football tuvaluan. En 2012, il intègre le Lami All Whites FC, un club fidjien, puis l'Addisbrough FC en 2013 (un autre club des Fidji).

### Avec l'équipe nationale des Tuvalu
Il joue avec la sélection des Tuvalu pour la première fois lors des Jeux du Pacifique Sud de 2003 aux Fidji contre les Kiribati (victoire 3-2 des Tuvaluans). Il est en vedette dans tous les matches des Tuvalu de la compétition.
Lors des Jeux du Pacifique Sud de 2007 organisés aux Samoa, il joua quatre matches. Son pays réussi à faire un match nul contre l'équipe de Tahiti (1-1).
En 2008, il intègre l'équipe de futsal de son pays qui participe aux championnats d'Océanie de futsal, mais les Tuvalu perdent les six matches de la compétition. Le résultat sera le même en 2010.
En 2011, Penisula devient capitaine de l'équipe nationale de football des Tuvalu à l'occasion des Jeux du Pacifique organisés en Nouvelle-Calédonie. Lors de cette compétition, les Tuvalu remportent leur match contre l'équipe des Samoa américaines 4 buts à zéro, la plus large victoire de l'équipe des Tuvalu. Lors de ces jeux, il affronta aussi le Vanuatu, la Nouvelle-Calédonie et Guam.